# Indiana Ding
Indiana Ding (Indiana Pipps en version originale italienne) est un personnage de fiction de l'univers de Mickey Mouse créé en 1988 par Bruno Sarda et Maria Luisa Uggetti pour la Walt Disney Company. C'est le cousin de Dingo à qui il ressemble trait pour trait.

## Profil
Indiana Ding est un aventurier : ses histoires consistent toujours en des tribulations dans des endroits reculées de la planète à la recherche d'un trésor archéologique. Il est toujours accompagné de Mickey, mais pas de Dingo en général (bien que ce soit son cousin).
Indiana Ding est très directement inspiré du personnage de cinéma Indiana Jones : il a le même habillage (chapeau et tenue de brousse) et a le même type d'aventures. Cependant Indiana Ding est, lui, très maladroit, ce qui le rapproche de Dingo. Il a exactement la même apparence physique que ce dernier.
Indiana Ding a une fiancée, Giada, et un ennemi spécifique, le docteur Krang. Ce dernier est également un aventurier, mais qui cherche toujours à voler les découvertes de Indiana Ding par la force.
Indiana Ding adore les bonbons à la réglisse du type cachou, et en mange à chaque histoire. De plus, il adore sa voiture, une jeep, qu'il appelle Jeepette.